# Prêmio Bernd T. Matthias
O Prêmio Bernd T. Matthias (em inglês:  Bernd Theodor Matthias Prize) é um prêmio em ciências por contribuições inovativas para os aspectos materiais da supercondutividade.
É concedido desde 1989 pelo Bell Labs, criado por amigos e colegas do prof. Bernd Theodor Matthias.
Desde 2000 o prêmio é patrocinado pelo Texas Center for Superconductivity da Universidade de Houston. O prêmio consiste de US$ 5.000 e um certificado.

## Laureados
| Ano  | Nome                                        | País                                 | Citação           |
| ---- | ------------------------------------------- | ------------------------------------ | ----------------- |
| 1989 | Theodore Geballe                            | Estados Unidos                       | Prêmio inaugural. |
| 1991 | Hiroshi Maeda Yoshinori Tokura              | Japão · Japão                        | [ 2 ]             |
| 1994 | Chu Ching-wu Bernard Raveau Maw-Kuen Wu     | Taiwan · França · Taiwan             | [ 3 ]             |
| 1997 | Bertram Batlogg Robert Cava                 | Austrália · Estados Unidos           | [ 3 ]             |
| 2000 | M. Brian Maple                              | Estados Unidos                       | [ 3 ]             |
| 2003 | Jun Akimitsu                                | Japão                                | [ 4 ]             |
| 2006 | Frank Steglich                              | Alemanha                             |                   |
| 2009 | Yoshiteru Maeno Hideo Hosono                | Japão · Japão                        | [ 5 ]             |
| 2012 | Ivan Bozovic Dirk Johrendt James N Eckstein | Alemanha · Estados Unidos · Alemanha | [ 6 ] [ 7 ] [ 8 ] |
| 2015 | Chen Xianhui Zachary Fisk Zhao Zhongxian    | China · Estados Unidos · China       |                   |
| 2018 | Katsuya Shimizu                             | Japão                                | [ 9 ]             |